# EVO: Search for Eden
 (décembre 2018).
Si vous disposez d'ouvrages ou d'articles de référence ou si vous connaissez des sites web de qualité traitant du thème abordé ici, merci de compléter l'article en donnant les références utiles à sa vérifiabilité et en les liant à la section « Notes et références ».
EVO: Search for Eden est un jeu vidéo édité par Enix sur Super Nintendo en 1992, dont le scénario suit l'évolution sur plusieurs centaines de millions d'années.

## Description
Dans ce jeu au départ le joueur dirige un être à travers l'histoire de l'évolution, qui commence petit poisson et évolue ensuite au fil du jeu et des âges en un petit amphibien, un dinosaure puis un mammifère et ainsi de suite. Le personnage doit tuer ses ennemis pour les manger et ramasser des points d'évolution pour devenir plus fort et pouvoir évoluer, et finalement atteindre l'Eden. Le jeu prend quelques libertés avec la théorie de l'évolution proprement dite, mais se révèle parfois très bien documenté sur les différents biotopes des différentes ères géologiques (Grande oxydation, exclusions compétitives...), mais là n'est pas le but du jeu, qui présente une version plutôt onirique de l'évolution. Le joueur a la possibilité d'évoluer en choisissant le caractéristique qu'il veut améliorer chez son personnages : améliorer la dentition, rajouter une corne, renforcer sa carapace... Le résultat peut être des plus insolites.
Le jeu se divise en 5 mondes successifs, correspondant chacun à une ère géologique :
- Le monde marin (Dévonien)
- Le monde des amphibiens (Carbonifère-Permien)
- Le monde des dinosaures (Trias-Jurassique)
- Le monde des mammifères (Tertiaire)
- Les premiers humains (Miocène)

Ce jeu très original tente une étonnante conciliation entre un évolutionnisme scientifique, une téléologie divine (proche des études de Teilhard de Chardin : l'évolution est dirigée comme dans la théorie du dessein intelligent et mène l'homme à l'Eden, soit au début de la Bible) et certaines idées New Age (l'étrange jeune femme qui assiste l'évolution s'appelle Gaïa). Un tel contenu philosophique dans un jeu vidéo était à l'époque une rareté.

## Système de jeu
Le gameplay est celui d'un jeu de plates-formes, commençant dans un monde aquatique et se poursuivant sur la terre ferme, où le joueur acquiert une capacité de saut dépendant de son niveau d'évolution. Le jeu est assez linéaire et plutôt facile, hormis les boss, particulièrement redoutables.

## Réception et postérité
EVO reçut un certain succès d'estime à sa sortie, consacrant la firme Enix (notamment pour son excellente BO) ; son ambiance onirique et spirituelle et son gameplay évolutif eurent surtout une influence très forte sur de nombreux jeux célèbres, comme Final Fantasy 7 (produit par Squaresoft), Pokémon et surtout Spore, qui emprunte le même principe de jeu.
La mode de l'émulation a relancé l'intérêt pour ce jeu particulièrement original.

## Équipe principale de développement
- Game Designer : Takashi Yoneda
- Compositeur : Kōichi Sugiyama
- Réalisateur (Almanic) : Takashi Yoneda
- Producteur : Keizou Mochizuki